# Том Вісдом
Том Вісдом (англ. Tom Wisdom, нар. 18 лютого 1973) — англійський театральний, кіно і телеактор. Його ролі в кіно включають персонажа Денні Патріка Гей, містере Дж. (2005) й Астіноса в х/ф 300 спартанців (2007), заснованому на графічному романі Френка Міллера про битву при Фермопілах, де він грає молодшого сина Вінсента «Капітана» Рігана.

## Життєпис
Вісдом народився в Свіндоні, графстві Вілтшир, Англія. Вісдом виріс у найрізніших місцях через службу батька в Королівських ВВС — на авіабазах Свіндона, Донкастера та Девон. Вісдом відвідував Тонтонський коледж у Саутгемптоні й Академічне театральне училище, де став одержувачем стипендії Stage Scholarship.
На телебаченні він зіграв Тома Фергюсона в довгостроковій мильній опері Вулиця коронації (1999—2000), Айвора Клер в адаптації Івлін Во Меч пошани (2001), Стівена Кларка у трилері Підозра.
Театральні ролі Вісдома включають Стенхоупа в п'єсі Кінець поїздки (Велика Британія, 2005) і Гая Беннетта в п'єсі Джуліана Мітчелла Інша країна. Том зіграв роль Стівена Картера в п'єсі Патріка Вайльда Що трапилося зі Злим? в 1994 р.
2008 року зіграв Габріеля у фентезійному телефільмі Вогонь і Лід: Хроніки Драконів, який вийшов в Румунії у вересні, в США — в листопаді на каналі Sci-Fi.
На цей час знімається в ролі архангела Михаїла в серіалі «Домініон», який почав транслюватися з червня 2014 року на телеканалі SyFy.

## Фільмографія
- Гей, містере Дж. (2005)
- 300 спартанців (2006) — Астінос
- Джинси, як символ дружби 2 (2008) — Ян
- Вогонь і Лід: Хроніки Драконів (2008) — Габріель
- Рок-хвиля (2009) — Марк
- Хранителі світла (2010)
- Поза підозрою: Безмовний крик (2012) — Скотт Мейерс
- Ромео і Джульєтта (2013) — Паріс
- Домініон (2014 — 2015) — Архангел Михаїл